# Postlauf

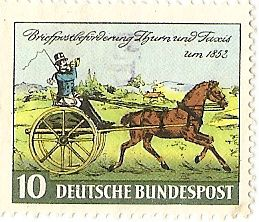
Briefbeförderung mit der Thurn-und-Taxis-Fahrpost 1852

Der Postlauf oder die Laufzeit bezeichnet die Zeitdauer, die eine Postsendung von der Aufgabestelle bis zum Empfänger benötigt.
Im engeren Sinne ist der Postlauf zudem der Zeitraum, in der innerbetrieblich (nach erfolgter Postsichtung) eine Sendung von einer Poststelle zum Sachbearbeiter benötigt (gezählt ab Posteingang). Letztgenannter Vorgang dauert meist nur einige Stunden oder Minuten, seltener Tage.

## Geschichte
Vor der Etablierung von Postkutschen waren Briefe oftmals mehrere Wochen unterwegs, sofern sie nicht per Estafette auf Postkursen mit Reiter- und Pferdewechsel an Poststationen befördert wurden. Bereits im Postvertrag von 1505 zwischen Philipp dem Schönen und Franz von Taxis gab es festgelegte Beförderungszeiten für den Sommer und Winter, wobei beispielsweise die Beförderungszeit von Brüssel nach Innsbruck im Sommer nicht länger als fünfeinhalb Tage dauern durfte.

## Länderspezifische Situationen

### Australien
In Australien sind wegen der Größe des Kontinentes an den Postbriefkästen der Australien Post die jeweiligen Postlaufzeiten in Werktagen angegeben. Es handelt sich hierbei um fünf verschiedene Kategorien. Eine Zustellung am nächsten Werktag kann in der ersten Kategorie nur für die lokale Metropole gewährleistet werden, teilweise auch noch für das um die lokale Metropole gelegene Umland. Geht es weiter weg, gibt es Unterschiede, ob die Sendung sich noch im gleichen Bundesstaat befindet (meist zwei Werktage) oder in einen anderen Bundesstaat wechselt. Bei anderen Bundesstaaten wird dann noch nach ebenfalls Metropolen und Hauptstädten oder ländlichen Gebieten unterschieden. Hier kann dann die Zustellung zwischen drei und vier Werktagen liegen.

### Deutschland
In Deutschland erfolgt durch Gesetzesänderung zum 1. Januar 2025 die Zustellung der Briefe und Postkarten bei der DHL Group, ehemals Deutsche Post AG, in der Regel zwei Werktage nach Einlieferung.
Gemäß ständiger Rechtsprechung des Bundesgerichtshofs müssen sich Postkunden (gemeint sind Kunden der DHL Group, ehemals Deutsche Post AG) zur Fristeinhaltung gegenüber Behörden und Gerichten auf eine termingerechte (innerdeutsche) Zustellung verlassen können.

„Eine Partei darf grundsätzlich darauf vertrauen, dass im Bundesgebiet werktags aufgegebene Postsendungen am folgenden Werktag ausgeliefert werden. Ohne konkrete Anhaltspunkte muss ein Rechtsmittelführer deshalb nicht mit Postlaufzeiten rechnen, die die ernsthafte Gefahr der Fristversäumung begründen.“

Dies gilt nur für die Fristeinhaltung gegenüber Behörden und Gerichten. Zur Fristeinhaltung im privatrechtlichen Bereich (z. B. zur Einhaltung einer Kündigungsfrist) gilt der Zeitpunkt der tatsächlichen Zustellung bzw. bei nachgewiesenem Einwurf in den Hausbriefkasten (z. B. durch Einschreiben) der Zeitpunkt, zu dem üblicherweise mit der nächsten Entnahme zu rechnen ist.
Nach Angaben der Deutschen Post AG erreichen über 95 Prozent der Postsendungen am folgenden Werktag den Empfänger auf dem deutschen Festland. Eine Stichprobe des rheinland-pfälzischen Wirtschaftsministeriums kam im Sommer 2009 jedoch nur auf knapp 90 Prozent. Laut Reaktion der Post könnte es an der unterschiedlichen Datenbasis von 700.000 Briefen (Postmessung) und 128 Briefen der Stichprobe des Ministeriums liegen.
Die Bundesnetzagentur, welche auch für den Wettbewerb auf dem deutschen Netzmarkt Post verantwortlich ist, verlässt sich auf Zahlen, die ihr die Post zur Verfügung stellt. Tests der Behörde gibt es seit 2004 nicht mehr. Die Post hat das in Hamburg ansässige Quotas-Institut beauftragt, welches vom TÜV nach DIN EN 13850 dafür zertifiziert ist.
Elmar Müller, Vorstand des Postnutzer-Verbandes DVPT, sagt dazu: „Wir fordern dringend unabhängige Messungen durch die Bundesnetzagentur.“ Erst, seitdem die Post ihre Zustellquote in Eigenregie testen lässt, erreicht sie diese Prozentzahlen; zuvor lag sie sechs bis acht Prozentpunkte darunter.
Die dritte EU-Postrichtlinie von 2010 schreibt europaweit unabhängige Qualitätsprüfungen durch die Behörden vor. Die dafür notwendige Änderung des Postgesetzes wurde nicht umgesetzt.